# Nikołaj Astrow
Nikołaj Aleksandrowicz Astrow (ros. Николай Александрович Астров, ur. 15 kwietnia?/28 kwietnia 1906 w Moskwie, zm. 4 kwietnia 1992 tamże) – był radzieckim inżynierem i konstruktorem sprzętu wojskowego i uzbrojenia.

## Życiorys
Był synem profesora Imperatorskiej Szkoły Technicznej, który w 1919 został aresztowany przez Czekę i rozstrzelany pod zarzutem udziału spisku kontrrewolucyjnym. W 1924 skończył szkołę, w 1928 ukończył Moskiewski Instytut Budownictwa Elektromaszynowego i został konstruktorem moskiewskiego zakładu elektrycznego, 1929-1930 był asystentem w Moskiewskim Instytucie Elektromechanicznym. W 1930 został aresztowany i osadzony w więzieniu Butyrki, pracował w specjalnym biurze konstruktorskim OGPU, od grudnia 1931 do maja 1934 był inżynierem-konstruktorem wydziału technicznego i później naczelnikiem biura konstruktorskiego przy wydziale technicznym Zarządu Ekonomicznego OGPU ZSRR. Pracował przy konstrukcji czołgów. W 1934 został głównym konstruktorem fabryki nr 37 w Moskwie, gdzie pod jego kierunkiem skonstruowano czołgi T-38 (1935) i T-40 (1939). Od sierpnia 1941 był zastępcą głównego konstruktora Gorkowskiej Fabryki Samochodów, w listopadzie 1941 został aresztowany przez NKWD pod zarzutem działalności kontrrewolucyjnej, jednak wkrótce go zwolniono. Kierował opracowaniem czołgów T-30, T-60 (1941), T-70 (1942), T-80 (1943), działa samobieżnego SU-76 (na bazie czołgu T-70, 1942) i wielu innych czołgów i dział. Od 1943 pracował w fabryce nr 40 w Mytiszczach, gdzie w październiku 1946 został głównym konstruktorem, pod jego kierunkiem zbudowano m.in. działo ASU-57 (1950) i ASU-85 (1959). Łącznie opracował 26 typów maszyn bojowych. W 1985 przeszedł na emeryturę. Był doktorem nauk technicznych (od 1971) i profesorem, w 1945 otrzymał stopień inżyniera-pułkownika.

## Odznaczenia i nagrody
- Złoty Medal „Sierp i Młot” Bohatera Pracy Socjalistycznej (21 maja 1976)
- Order Lenina (trzykrotnie, 20 stycznia 1943, 22 sierpnia 1966 i 21 maja 1976)
- Order Czerwonego Sztandaru Pracy (dwukrotnie, 28 października 1944 i 19 maja 1956)
- Order Wojny Ojczyźnianej II klasy (16 września 1945)
- Order Czerwonej Gwiazdy (10 marca 1936)
- Nagroda Stalinowska (trzykrotnie, 1942, 1943 i 1951)
- Nagroda Państwowa ZSRR (1967)

I medale.